# Aeropuerto de Santander
De Luchthaven van Santander (Spaans: Aeropuerto de Santander) is een internationale luchthaven gelegen bij de Spaanse stad Santander. De luchthaven beschikt over 8 check-in balies, 3 bagagecarrousels en 5 gates. In 2019 maakten bijna 1,2 miljoen passagiers gebruik van de luchthaven.

## Geschiedenis
In 1910 werd het eerste luchtfestival in de stad gehouden. Ten westen van de wijk La Albericia werd land gebruikt als luchtvaartterrein en dit werd geleidelijk het eerste vliegveld van de stad. In 1921 kwam er nog een tijdelijk vliegdienst op Bilbao en Bayonne met watervliegtuigen door de Compañía Franco Bilbaína de Transportes Aeronáuticos. Deze vliegtuigen maakten gebruik van de baai van Santander.
In 1936 en 1937 kwam er een militair vliegveld ten oosten van de baai, Pontejos o Rubayo. Na de Spaanse Burgeroorlog bleven beide luchthavens actief. Door ruimtegebrek bij La Albericia, werd de bouw van een nieuwe luchthaven overwogen en de keuze viel op een stuk land op vier kilometer ten zuiden van de stad, dit laag gelegen gebied stond bekend als Parayas en maakte deel uit van de gemeente Maliaño.
De luchthaven Parays werd geopend op 25 september 1953 en op dezelfde dag werd La Albericia gesloten. Parayas had een landingsbaan van 1150 meter lang en 70 meter breed, een klein terminalgebouw, kantoren voor de luchthaven en douane en een verkeerstoren. Zo'n zes jaar later, in december 1959, brak de zeewering door en landingsbanen en luchthavengebouwen kwamen onder het water te staan. De schade was groot, het werd hersteld maar ook kwam er een nieuwe en steviger dijk om een herhaling te voorkomen. In 1965 werd Parayas hernoemd tot Aeropuerto de Santander.
De capaciteit bleek onvoldoende en in 1973 volgde een uitbreiding. De start- en landingsbaan werd verlengd tot 2400 meter en daarna volgde een nieuw terminalgebouw, een zendstation, een brandweerkazerne, een elektriciteitscentrale en een nieuwe verkeerstoren. De gerenoveerde luchthaven heropend op 8 augustus 1977.
Op 16 april 2015 werd de naam gewijzigd in Seve Ballesteros-Santander. Severiano Ballesteros overleed in 2011 en was een internationaal bekende golfer.

## Fotogalerij

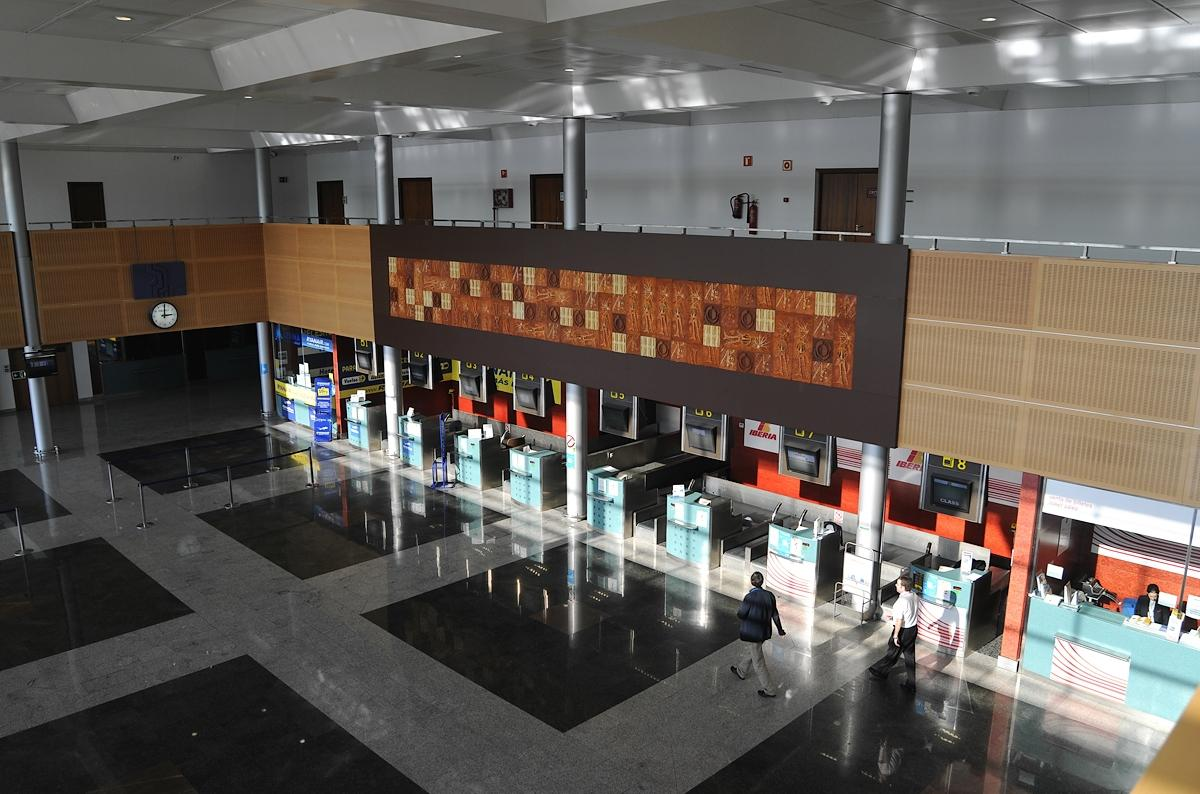
Check-in balies
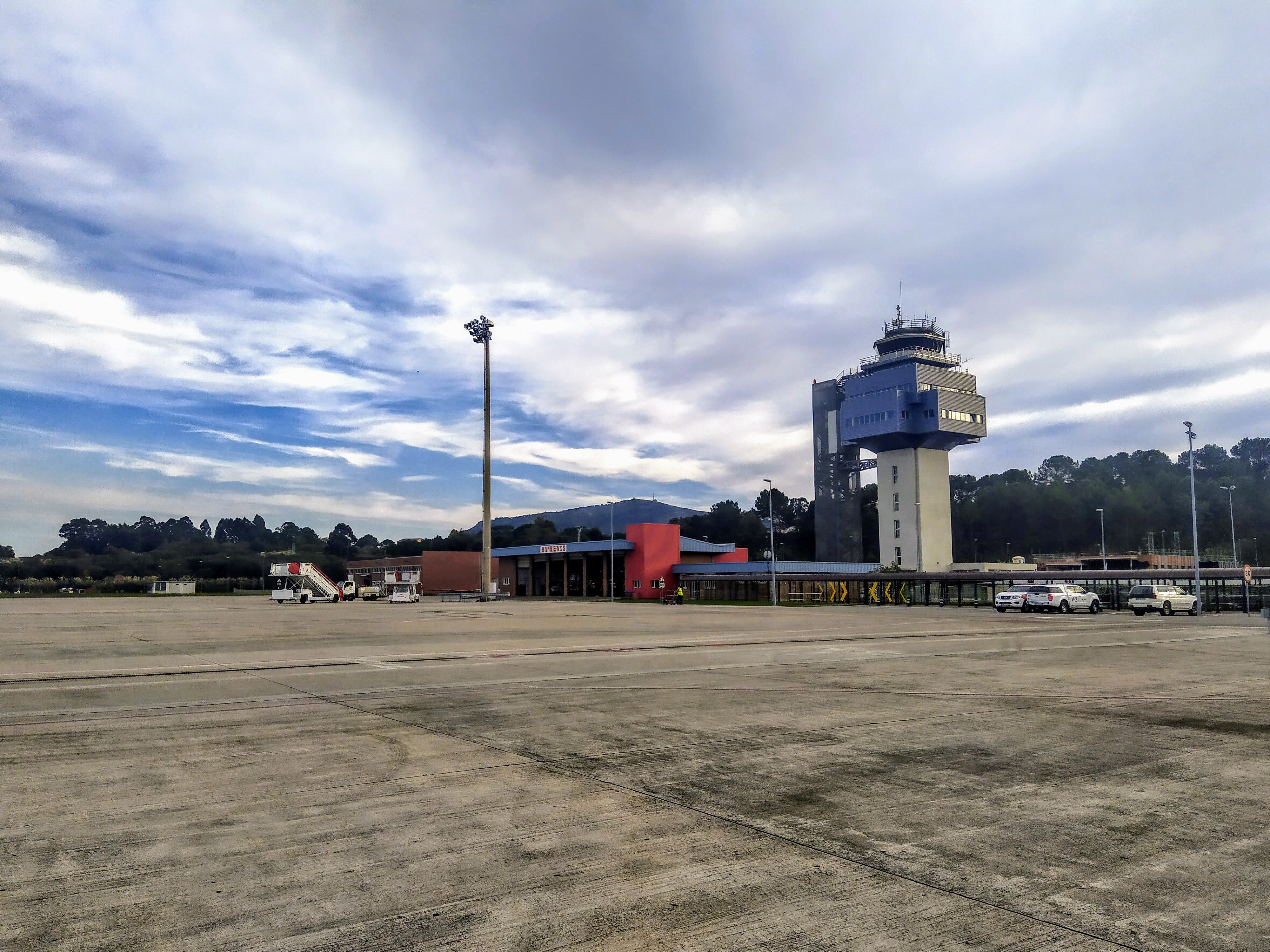
Verkeerstoren